# Orasema xanthopus
Orasema xanthopus är en stekelart som först beskrevs av Cameron 1909.  Orasema xanthopus ingår i släktet Orasema och familjen Eucharitidae. Inga underarter finns listade i Catalogue of Life.